# Geografia Rwandy

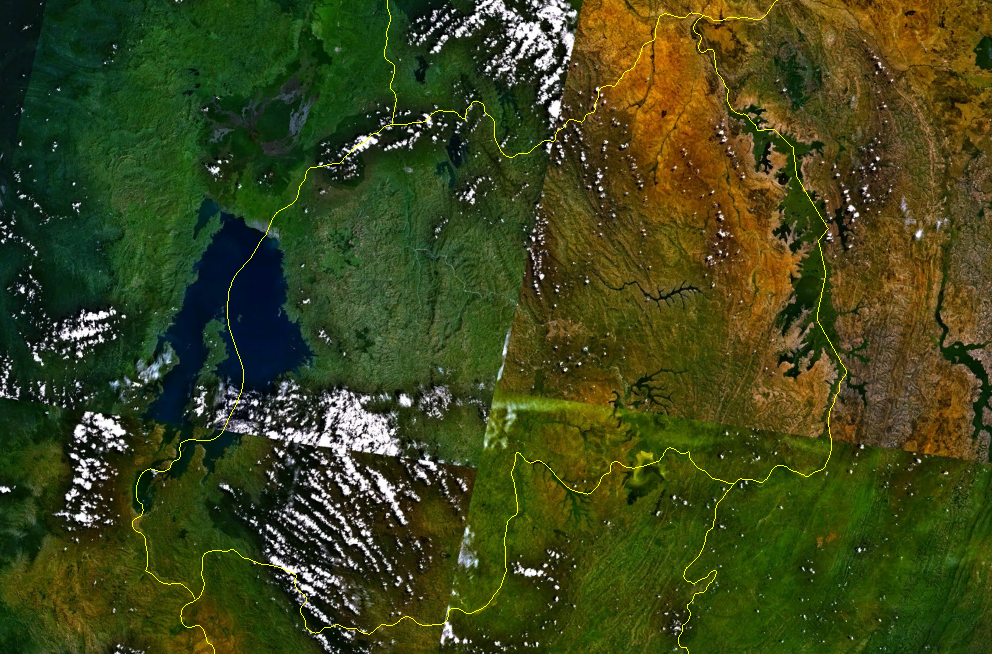
Satelitarne zdjęcie Rwandy

Rwanda państwo śródlądowe, położone w środkowej Afryce; graniczące z czterema państwami: 
- Burundi (długość granicy 290 km)
- Demokratyczna Republika Konga (długość granicy 217 km)
- Tanzania (długość granicy 217 km)
- Uganda (długość granicy 169 km)

## Budowa geologiczna i rzeźba
Rwanda leży w strefie środkowoafrykańskich rowów tektonicznych. Prawie 97% powierzchni kraju zajmują obszary powyżej 1000 m n.p.m. Większość powierzchni zajmuje wyżyna zbudowana z łupków krystalicznych (wys. 2500–3000 m n.p.m.), opadająca stopniami z zachodu na wschód. Na północ od jeziora Kiwu, będącego największym jeziorem w kraju, wzdłuż kongijskiej granicy rozciąga się pasmo wulkanicznych gór Wirunga, znajduje się tam wulkan Karisimbi 4507 m n.p.m., będący najwyższym szczytem kraju. 

## Klimat
W Rwandzie panuje klimat równikowy wilgotny, zmieniający się wraz z wysokością n.p.m., z sezonowymi opadami. Średnia temperatura miesiąca od 17–18 °C w czerwcu, lipcu, do 20–21 °C we wrześniu. Przyczyną niskich temperatur jest duża wysokość. W kraju występują piętra klimatyczne. Średnie opady roczne od 1300–1500 mm na zachodzie do 900–1000 mm na wschodzie (w masywie Wirunga 2000 mm). Pora sucha od czerwca do sierpnia.

## Wody
Rozległa i gęsta sieć rzek (pełnych progów i wodospadów), należących do dorzeczy Nilu i Konga. Największa rzeka Kagera płynie przez rezerwat Nyungwe na południu kraju, gdzie według ostatnich badań znajdują się źródła Nilu. Ma tam początek niewielki strumień, który przeradza się w Kagerę, która wpada do Jeziora Wiktorii, z którego z kolei wypływa Nil Wiktorii. Na północy i wschodzie kraju występują małe jeziora. Na granicy z Demokratyczną Republiką Konga, na obszarze Wielkiego Rowu Afrykańskiego (zachodniego) położone jest największe jezioro kraju: Kiwu (powierzchnia: 2650 km²). 

## Gleby
Pokrywa glebowa na obszarze Rwandy jest bardzo zróżnicowana. Na wulkanicznych skałach występują żyzne kambisole, a na stromych zboczach – ubogie litosole. Na terenach gdzie rosną lasy, wykształciły się czerwone gleby ferruginowe.

## Flora

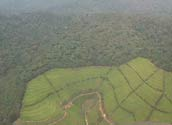
Las Nyungwe w Rwandzie

Przeważającą formacją roślinną w kraju są sawanny. Jednak kiedyś całą zachodnią część kraju pokrywały górskie lasy tropikalne. Największe kompleksy tych lasów zachowały się jedynie na obszarach chronionych. Są to las Nyungwe na południowym zachodnie i las na stokach Karisimbi w północno-zachodniej części Rwandy. Także masyw Wirunga jest porośnięty wilgotnymi lasami tropikalnymi. W górach powyżej 2 500 m n.p.m. występuje roślinność afro-alpejska, należą do niej takie rośliny jak bambusy, wrzosowiska i kolumnowe lobelie. Wschodnia część kraju jest bardziej sucha i pokryta sawannami. Miejscami występują też sawanny lesiste, jednak i te jak w przypadku lasów, zostały w sposób znaczny zdegradowane. 

## Fauna
Świat zwierzęcy zachowany głównie w rezerwatach i parkach narodowych. Największym jest Park Narodowy Akagera, położony na dużym, sawannowym obszarze wzdłuż rzeki Kagery, przy granicy z Tanzanią. Występuje w tym parku duża różnorodność zwierząt. Można tu spotkać stada antylop impala, zebry, lwy, gazele, bawoły. W licznych jeziorkach występują hipopotamy. 
Góry Wirunga stanowią ostatnie siedlisko goryla górskiego.